# Belsay
Belsay är en ort och civil parish i Storbritannien.   Den ligger i grevskapet och kommunen Northumberland i riksdelen England, i den centrala delen av landet, 400 km norr om huvudstaden London. Belsay ligger 150 meter över havet och antalet invånare i civil parish är 436.. I civil parish Belsay ingår även Bitchfield, Black Heddon, Bolam, Bolam Vicarage, Bradford, Gallowhill, Harnham, Newham, Shortflatt, Trewick och Wallridge, som tidigare var egna civil parishes. 
Terrängen runt Belsay är platt, och sluttar brant österut. Runt Belsay är det ganska tätbefolkat, med 78 invånare per kvadratkilometer. Närmaste större samhälle är Newburn, 15,8 km sydost om Belsay. Trakten runt Belsay består i huvudsak av gräsmarker.